# Rezerwat przyrody Piekiełko Szkuckie
Rezerwat przyrody Piekiełko Szkuckie – rezerwat przyrody nieożywionej na terenie Konecko-Łopuszniańskiego Obszaru Chronionego Krajobrazu w gminie Ruda Maleniecka, w powiecie koneckim, w województwie świętokrzyskim. Obejmuje obszar lasu i skał w szczytowej partii łagodnego wzniesienia w pobliżu wsi Szkucin.
- Powierzchnia: 2,71 ha[1] (akt powołujący podawał 2,50 ha)
- Rok utworzenia: 1995
- Dokument powołujący: Zarządzenie MOŚZNiL z 27.06.1995; MP. 33/1995, poz. 400
- Numer ewidencyjny WKP: 057
- Charakter rezerwatu: częściowy
- Przedmiot ochrony: formy skalne zbudowane ze zlepieńców dolnojurajskich oraz liczne okazałe dęby i sosny

Obszar rezerwatu podlega ochronie czynnej.